# Waterhoos

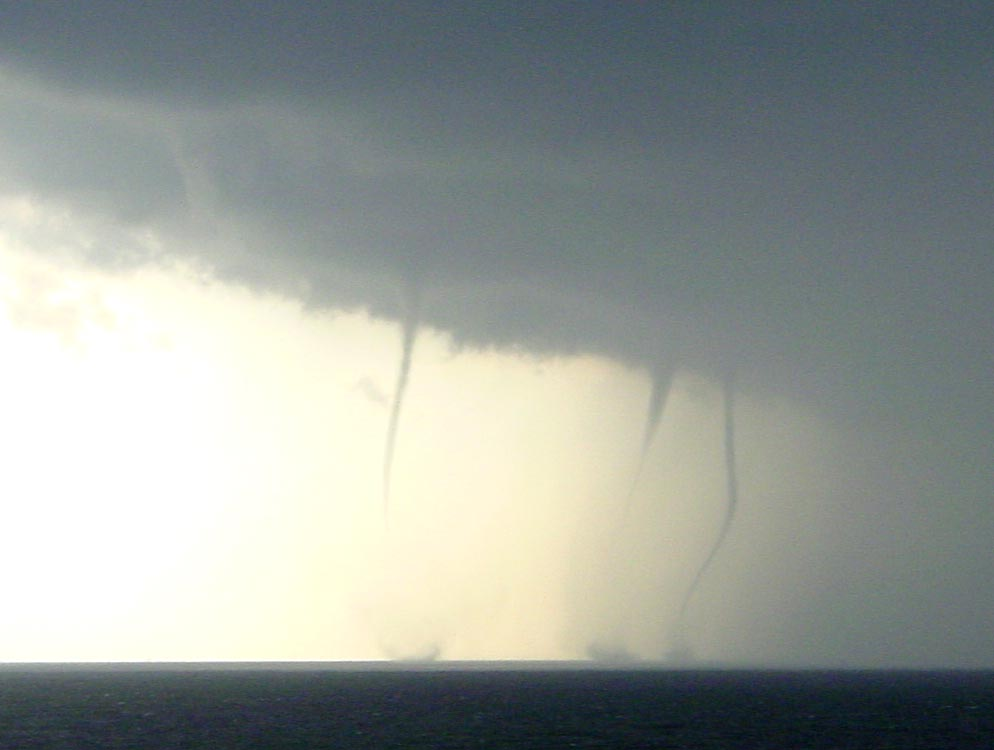
Uitzicht op waterhozen vanaf strand Kijkduin bij Den Haag, 27 augustus 2006.

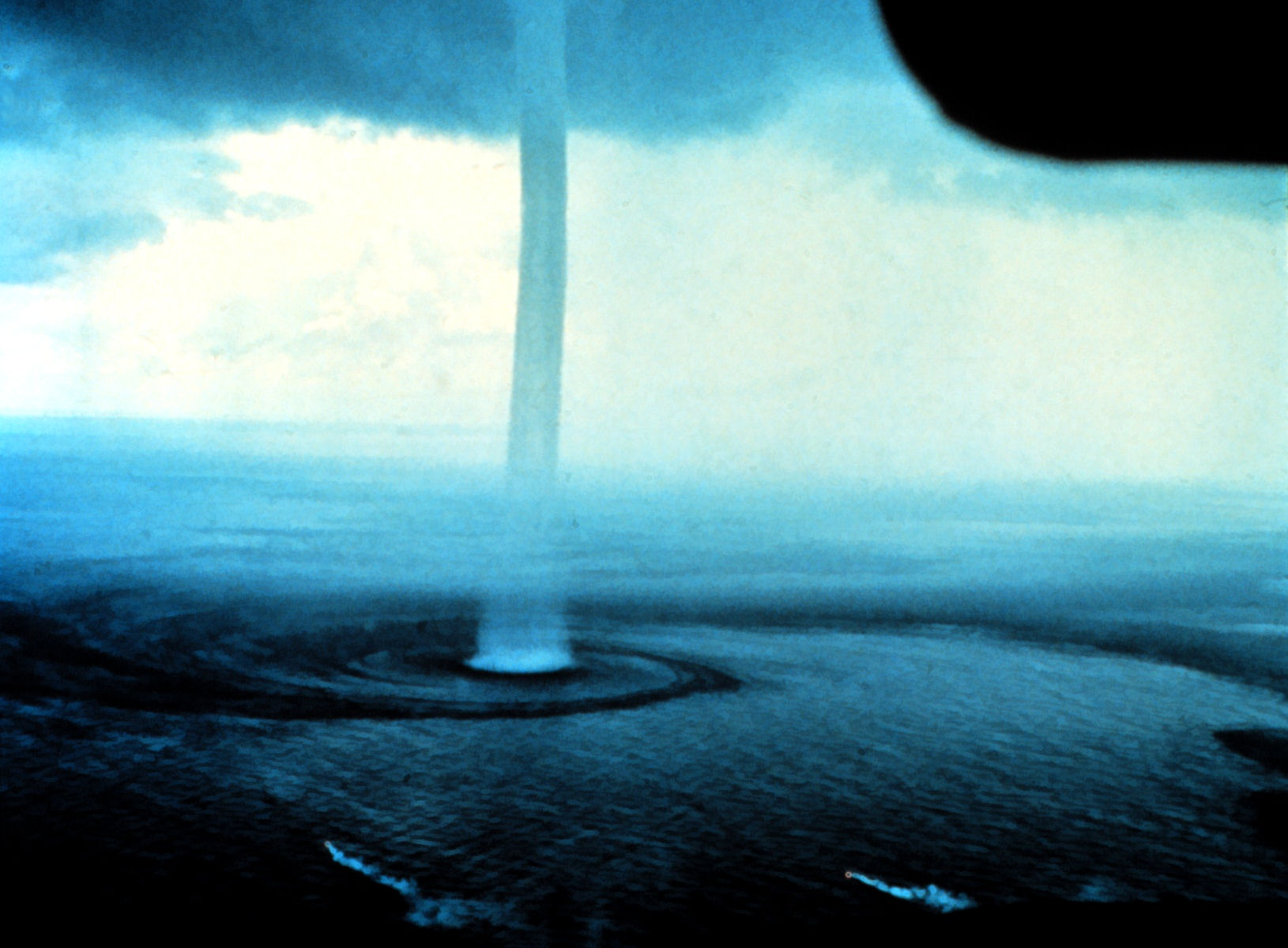
Waterhoos voor de Florida Keys

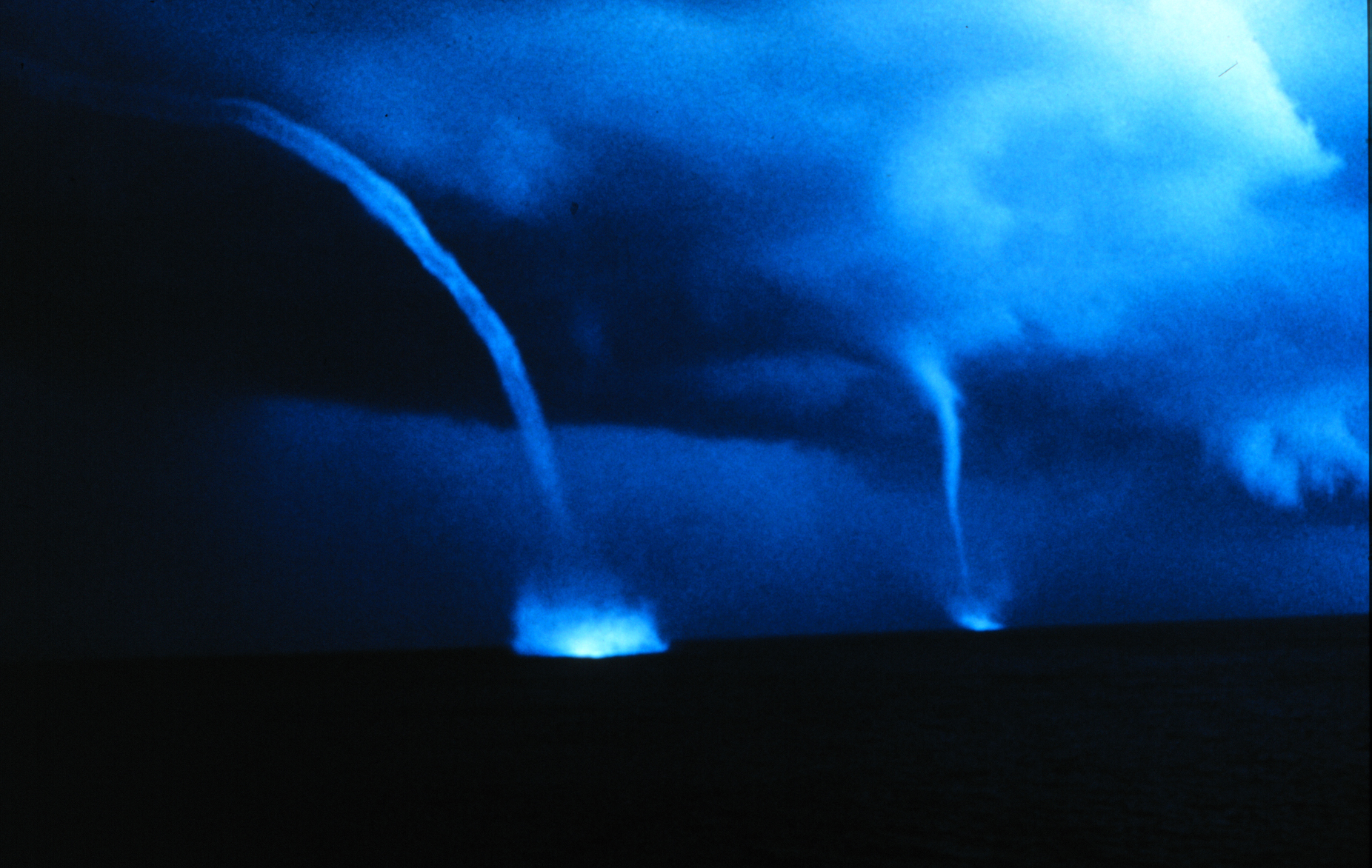
Twee waterhozen bij de Bahama's.

Een waterhoos is een vaak trechtervormige slurf onderaan een wolk, veroorzaakt door snel draaiende luchtbewegingen boven open water. Hierbij wordt water omhoog gevoerd. Als zo'n slurf het wateroppervlak raakt en water opzuigt, wordt dit verschijnsel een waterhoos genoemd. Een waterhoos is doorgaans een betrekkelijk onschuldige vorm van een windhoos en duurt zelden langer dan een kwartier. Boven land verliest de hoos meestal zijn kracht. Alleen in zeldzame gevallen behoudt de waterhoos voldoende kracht langs de kust om ongelukken te veroorzaken en schade aan te richten. Desondanks kunnen ze boven water hoogtes van wel 6 kilometer bereiken.

## Voorkomen
Waterhozen komen vooral in de tweede helft van de zomer en het najaar voor, wanneer het relatief warme zeewater de vorming van buien bevordert. Die buien ontstaan vooral in koude uit de poolstreken afkomstige lucht waarbij grote temperatuurverschillen optreden tussen het zeewater en de lucht daarboven. Waterhozen zijn in Nederland soms onder de wolken zichtbaar boven de Noordzee, de Waddenzee en het IJsselmeer. Jaarlijks worden voor de Nederlandse kust en boven het IJsselmeer een tiental waterhozen gezien. Waarschijnlijk komen er in werkelijkheid meer voor, maar niet alle hozen worden opgemerkt. Op 17 augustus 1953 zijn boven het IJsselmeer in anderhalf uur tijd 18 waterhozen waargenomen.

## Waarschuwing
Vooral wie zich op het water bevindt, moet bedacht zijn op waterhozen. Het windveld is in de regel veel minder sterk dan bij windhozen, maar sterk genoeg om voorzichtigheid in acht te nemen. Meer algemeen: watersporters doen er verstandig aan om, wanneer een flinke bui in aantocht is, zo snel mogelijk de kant op te zoeken en het water te verlaten. Afgezien van hozen gaan zware buien vaak vergezeld van windstoten en onweer.

## Grote waterhozen
- 13 juni 2018 - Een ongewoon hevige storm in de Gele Zee leidde tot een waterhoos voor de kust van het Chinese vasteland. Het krachtige natuurfenomeen zoog dieren zoals octopussen, zeesterren en vissen uit de oceaan, sleurde ze enkele honderden meters tot een kilometer mee en liet ze vervolgens weer los. Het resultaat was een ‘zeevruchtenregen’, die de kuststad Qingdao trof.[2] [3] [4]

## Bull's-eye squall/White squall
Portugese vissers vrezen dit verschijnsel omdat het de vorming verraadt van een waterhoos in een wolkenloze blauwe hemel. Het verschijnsel laat zich zien als een heldere witte vlek in of nabij het zenit. Deze witte vlek (de Bull's-eye squall of White squall) daalt af en vervormt zich tot waterhoos. Bull's-eye squalls of White squalls treden regelmatig op nabij de westkust van Afrika .